# Axel Boisen
Axel Boisen (født 12. marts 1967 i Birkerød) er en dansk journalist, filminstruktør, producent og musiker.
Boisen er uddannet cand.mag. i idræt, men han blev kendt som journalist på månedsbladet Mix i 1990'erne og fra 1995 som vært på TV 2-musikprogrammet Puls. Fra 1996 til 2000 var han forsanger i easy listening-bandet Axel Boys Quartet. Siden 1996 har han været selvstændig med virksomheden Axel Film, der bl.a. har produceret dokumentaren Europas nye stjerner (2004) om EU's nyeste medlemslande og tv-serien OBLS, der blev sendt på DR2 i 2003.
Boisen var tidligere kæreste med Maise Njor.